# Список полных кавалеров ордена Трудовой Славы
За время, прошедшее с момента учреждения советского ордена Трудовой Славы в 1974 году до прекращения существования СССР в 1991 году, было произведено 611 242 награждения орденом III степени, 41 218 — II степени и 983 — I степени. Поскольку награждения производились, согласно статуту, от низшей степени к высшей, количество полных кавалеров ордена составило 983 человека.
Первыми полными кавалерами ордена Трудовой Славы, в соответствии с Указом Президиума Верховного Совета СССР от 7 января 1983 года, в связи с только что исполнившимся 60-летием образования СССР (30 декабря 1982 года) стали сразу 35 героев труда. Знак I степени с № 1 получил бурильщик Сангачальского управления буровых работ производственного объединения «Каспбурнефтегазпром» Азербайджанской ССР Векил Гаджага оглы Аббасов. Знак I степени № 2 получил тракторист колхоза имени Тукая Апастовского района Татарской АССР Василий Игнатьевич Аверьянов. Знак № 3 получил машинист производственной котельной Усть-Каменогорского свинцово-цинкового комбината им. В. И. Ленина Восточно-Казахстанской области Кайырбек Айжигитов.
Последние в истории СССР 12 человек были награждены орденом Трудовой Славы I степени согласно Указам Президента СССР от 21 декабря 1991 года. В частности, Указом № УП-3115 (о награждении работников железнодорожного транспорта) награждалась старший дорожный мастер Брянской дистанции пути Валентина Александровна Стененкова. Указом № УП-3121 (о награждении работников Московского метрополитена) награждались бригадир элетрослесарей-монтажников СМУ № 4 Мосметростроя Иван Степанович Вишняков и бригадир слесарей управления специальных работ Мосметростроя Юрий Владимирович Коровкин.

## Кавалеры ордена Трудовой Славы трёх степеней
| По алфавиту                                               | Название подстраницы                           | Количество награждённых в таблице |
| --------------------------------------------------------- | ---------------------------------------------- | --------------------------------- |
| Список полных кавалеров, фамилии которых начинаются с «А» | Абакумов Юрий — Ахметов Анатон                 | 51                                |
| Список полных кавалеров, фамилии которых начинаются с «Б» | Бабина Лидия — Былина Зинаида                  | 87                                |
| Список полных кавалеров, фамилии которых начинаются с «В» | Вакорин Николай — Второв Николай               | 29                                |
| Список полных кавалеров, фамилии которых начинаются с «Г» | Гаврилов Валентин — Гученко Владимир           | 59                                |
| Список полных кавалеров, фамилии которых начинаются с «Д» | Давыдова Антонина — Дятлов Валерий             | 47                                |
| Список полных кавалеров, фамилии которых начинаются с «Е» | Евгешенков Александр — Ефремов Евгений         | 13                                |
| Список полных кавалеров, фамилии которых начинаются с «Ж» | Жанузаков Акин — Жямайтене Янина               | 10                                |
| Список полных кавалеров, фамилии которых начинаются с «З» | Забегина Нина — Зуйков Виктор                  | 20                                |
| Список полных кавалеров, фамилии которых начинаются с «И» | Иакобишвили Тенгиз — Ишкильдин Люцир           | 20                                |
| Список полных кавалеров, фамилии которых начинаются с «К» | Казаков Анатолий — Кырыкбаев Замза             | 126                               |
| Список полных кавалеров, фамилии которых начинаются с «Л» | Лавнюженкова Елена — Ляшков Евгений            | 32                                |
| Список полных кавалеров, фамилии которых начинаются с «М» | Маас Вильгельм — Мякотникова Мария             | 78                                |
| Список полных кавалеров, фамилии которых начинаются с «Н» | Нагибин Анатолий — Нюкша Константин            | 36                                |
| Список полных кавалеров, фамилии которых начинаются с «О» | Овраменко Иван — Очканов Санджи                | 21                                |
| Список полных кавалеров, фамилии которых начинаются с «П» | Павлиха Надежда — Пятраускас Йонас-Станисловас | 75                                |
| Список полных кавалеров, фамилии которых начинаются с «Р» | Радьков Михаил — Ряхов Иван                    | 28                                |
| Список полных кавалеров, фамилии которых начинаются с «С» | Саванович Георгий — Сюмак Владимир             | 88                                |
| Список полных кавалеров, фамилии которых начинаются с «Т» | Тадуев Виталий — Тяптин Виталий                | 35                                |
| Список полных кавалеров, фамилии которых начинаются с «У» | Уленскайте Она — Утолин Яков                   | 9                                 |
| Список полных кавалеров, фамилии которых начинаются с «Ф» | Фастов Евгений — Франченко Борис               | 16                                |
| Список полных кавалеров, фамилии которых начинаются с «Х» | Хавро Иван — Хрусталёв Николай                 | 14                                |
| Список полных кавалеров, фамилии которых начинаются с «Ц» | Цибигей Анатолий — Цыпкин Валентин             | 5                                 |
| Список полных кавалеров, фамилии которых начинаются с «Ч» | Чабанюк Антон — Чушкин Василий                 | 19                                |
| Список полных кавалеров, фамилии которых начинаются с «Ш» | Шадрин Валентин — Шурдумова Лида               | 44                                |
| Список полных кавалеров, фамилии которых начинаются с «Щ» | Щегольков Анатолий — Щиголь Василий            | 4                                 |
| Список полных кавалеров, фамилии которых начинаются с «Ы» | Ыманалиев Рысбек                               | 1                                 |
| Список полных кавалеров, фамилии которых начинаются с «Э» | Энгель Александр — Этекьев Ивва                | 2                                 |
| Список полных кавалеров, фамилии которых начинаются с «Ю» | Юровских Мария — Юрченко Юрий                  | 2                                 |
| Список полных кавалеров, фамилии которых начинаются с «Я» | Якименко Любовь — Яшкаускас Витас-Пранцишкус   | 12                                |
| Всего полных кавалеров ордена Трудовой Славы              | Всего полных кавалеров ордена Трудовой Славы   | 983                               |